# Промова на захист поета Архія
Промова на захист поета Архія (Pro Archia Poeta) — це промова ритора Марка Туллія Цицерона, складена у 62 р. до н. е. У ній Цицерон захищає поета Авла Лікінія Архія, римське громадянство якого ставлять під сумнів у суді. Дослідники вважають, що звинувачення було політичним кроком проти політичного діяча Луція Ліцинія Лукулла — друга та заступника молодого Архія. Поет спочатку був греком, але довгий час проживав у Римі. У листі до Тита Помпонія Аттікуса за рік після судового розгляду, Цицерон згадує Архія, але не надає жодних свідчень про результат судового розгляду. Тому відомостей про долю поета після суду немає. Промова була віднайдена та опублікована Франческо Петраркою у Льєжі (Бельгія) в 1333 році.

## Історичне тло
Авл Ліціній Архій народився в Антіохії близько 120 р. до н. е. Він прибув до Риму в 102 році до н. е. Тут він почав заробляти на життя поезією і здобув заступництво римського генерала, аристократа і політика Луція Лукулла. Архій писав вірші про військові подвиги генерала, і в 93 р. до н. е. Лукулл допоміг йому отримати громадянство Муніципії міста Гераклея. Після цього Архій влаштувався у Римі, готуючись отримати повне римське громадянство. Саме там Архій став наставником і викладачем молодого Цицерона. Архій отримав право на римське громадянство в 89 році до н. е., за умови, що він не воював проти Риму в Союзницькій війні (90—88 до н. е.). 65 року до н. е. Римський Сенат почав політику вигнання іноземців з Риму. Ця політика вплинула на поета Архія — йому виставили обвинувачення про сумнівність римського громадянства.

## Структура обвинувачення та захисту (за промовою Цицерона)

### Обвинувачення проти Архія
- Офіційного запису про надання Архію громадянства Гераклеї не було.
- Архій не має постійного місця проживання в Римі.
- Записи преторів 89 р. до н. е., в яких згадано ім'я Архія, є недостовірними.
- Твердження Архія про проживання в Римі не підтвердилися за списками римського перепису за той час.

### Аргументи Цицерона
- Офіційного запису про надання Архію громадянства Гераклеї не було, бо всі записи були знищені пожежею в часи Союзницької війни.
- Авторитетні особи й сім'ї Гераклеї та всього Риму свідчили, що Архій насправді мав право бути римським громадянином.
- У поета була резиденція в Римі.
- Його ім'я також з'являлося у записах претора Метелла, які були дуже надійними.
- Архія не було в римському переписі, бо він часто ходив у військові походи з Лукуллом.
- Архій був талановитим поетом, про якого чув увесь Рим. У своїх поезіях він часто прославляв Рим, тому заслуговував стати повноцінним громадянином.

## Структура та зміст промови

### Вступ
Цицерон починає промову зі звертання до суддів, використовуючи топос скромності. Цим він принижується, щоб підвищити Архія, утверджує свій авторитет та поширює його на обвинувачуваного:
«Судді! Якщо в мене є якась крихітка таланту (а я свідомий, що він незначний), або хоч трохи ораторської вправності (наділений я нею, визнаю, в скромній мірі), або якісь теоретичні знання в галузі красномовства, які ґрунтуються на докладному вивченні благородних наук (їх я, скажу прямо, ніколи не цурався), то результатів усього цього повинен вимагати від мене з повним правом насамперед ось цей Авл Ліціній Архій.»
У вступі Цицерон часто вдається до різних риторичних прийомів, серед яких гендіадіси (вираження одного поняття двома лексичними одиницями), хіазми (переставлення головних членів речення) та дактилічний гекзаметр (також знаний як героїчний гекзаметр). Його мета — звернути увагу до професії Архія та наголосити на його таланті та значенні для римської культури. Речення Цицерона довгі та орнаментовані різними риторичними засобами. Мету всієї промови оратор висвітлює у рядках:
«Якщо я відчую, що ви даєте на це свою згоду й дозвіл, безперечно, зумію вас переконати, що ось цей Авл Ліціній, будучи громадянином, не тільки не повинен втратити права римського громадянства, а навпаки, якщо 6 навіть не мав його, то заслуговував би на те, щоб його внесли до списків громадян.»

### Основна частина
У головній частині Цицерон починає розповідь про життя Архія, початок творчості, його подорожі Азією та Грецією, та творчі успіхи до першого приїзду до Риму. Протягом усієї розповіді ритор наголошує на видатному таланті Архія та славі, яка всюди його випереджує. За словами Цицерона, поету було лише шістнадцять-сімнадцять років, коли він розпочав навчання у галузі мистецтв і привернув увагу деяких найвпливовіших громадян Риму. У цій частині промови речення оратора також довгі та насичені риторичними засобами, а мова наповнена пафосом. Цицерон також наголошує на статусі покровителів Архія, перераховуючи їхні імена:
«У ті часи він здобув собі симпатію Квінта Метелла Нумідійського і його сина Пія, його поезії слухав Марк Емілій, дружили з ним батько й син Квінти Катули, високої думки про нього був Луцій Красс. Оскільки дружні стосунки зв'язували з Лукуллами, Друзами, Октавіями, Катоном і цілою родиною Гортенсіїв, то Архій мав в людей велику повагу, тому що шану до нього виявляли не тільки ті, хто прагнув почути і пізнати його поезію, але також ті, хто, можливо, тільки вдавав, що дуже цього хоче.»
Далі у промові Цицерон дискредитує звинувачення, виставлені поету Архію. Його мова драматична, емоційна, багата на риторичні запитання. Тут він використовує свої аргументи на захист поета. Антитези Цицерона, висловлені стороні обвинувачувача Грація, є висміюванням його аргументів і його самого.
«Смішно, маючи у своєму розпорядженні свідчення вельмишановної людини, присягу і гарантію незаплямованого муніціпія, знецінювати неспростовні докази, а вимагати документів, які, як ти сам кажеш, повсякчасно підробляють. Чи, може, він не жив у Римі? Він, що стільки років до одержання прав громадянства вибрав Рим, щоб зв'язати з ним всі свої справи і всю свою долю? Або, може, він не з'явився до претора? Більше того, його занесено до тих списків, які, на підставі заяви, зробленої перед колегією преторів, одні тільки є справжніми офіційними списками.»
Після звертання до Грація, Цицерон продовжує говорити про талант Архія та його цінність для культури Риму. Він часто вдається до аргумента, що тільки неосвічені люди можуть не розуміти талант поета і відібрати в нього громадянство. Цицерон порівнює Архія із відомим комічним актором Квінтом Росцієм, поетом Квінтом Еннієм, літописцями Александра Великого та Помпея Великого, та навіть зі славетним Гомером.

### Завершення
На завершення Цицерон звертається до суддів. Він не лише апелює до їх освіченості та свідомості, а й до їх совісті. Оратор також знову нагадує про авторитетність і доброчесність заступників поета та власну. Завершує Цицерон промову на захист поета Архія словами:
«Вірю, судді, що моя коротка, як звичайно, і проста промова в цій справі зустріла ваше загальне схвалення. Сподіваюсь також, що ви не дорікаєте мені за те, що, відходячи від прийнятого в суді звичаю, я торкнувся письменницького таланту обвинуваченого і взагалі суті поетичної творчості. В тому, що головуючий слухав мої міркування доброзичливо, я глибоко переконаний.»